# Calaix

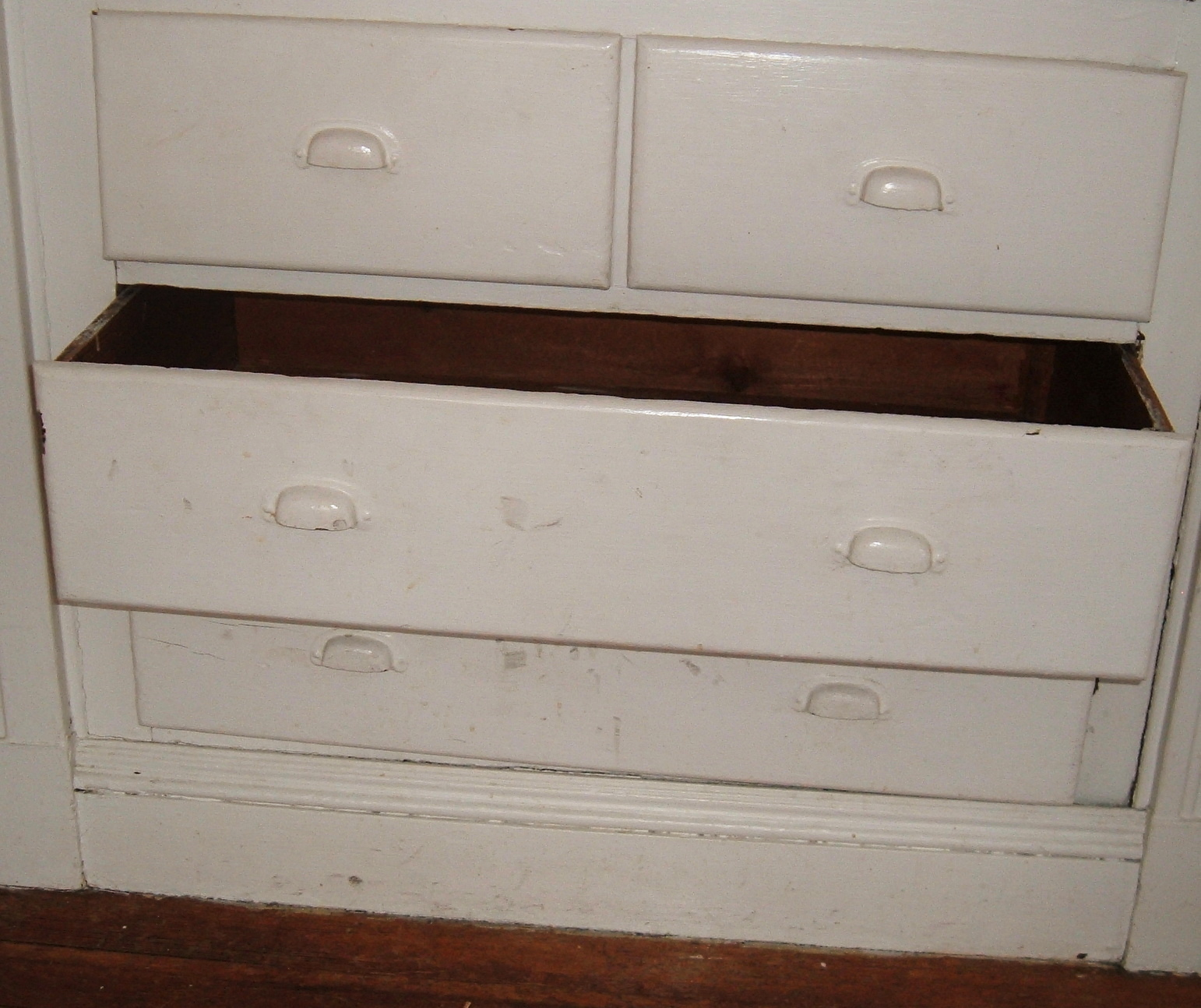
Calaixos tancats i un d'obert.

Un calaix és un receptacle o espai mòbil d'un moble (taula, armari, bufet, etc.), amb guies i contraguies, que estirant surt del moble on és contingut i pitjant hi entra.
Serveix per desar-hi objectes i la seva primera aparició es remunta a l'Antiguitat.
Aquest element ha donat lloc al nom calaixera.
Durant el Renaixement van aparèixer uns escriptoris de molts calaixos, alguns d'ells ocults, anomenats secreters.